# Alain Mutabazi
Alain Tribert Mutabazi est un politicien burundais qui était le gouverneur de la province du Nord de Kirundo et qui est maintenant ministre de la Défense.

## Biographie
Mutabazi est de la commune de Ntega dans la province de Kirundo, Burundi. Il a étudié à l'Université du Burundi, où il était un représentant du groupe de jeunes IMbonerakure.
Mutabazi a travaillé comme directeur de l'éducation professionnelle dans la province de Kirundo. Il est devenu plus tard le conseiller économique du gouverneur de la province de Kirundo. Il a succédé à l'ancien gouverneur et est devenu gouverneur de la province de Kirundowhom.
En 2020, le président des preuves Ndayishimiye a nommé Mutabazi comme ministre de la Défense nationale et des affaires vétérans du gouvernement du Burundi. Il continue de servir dans cette position,.